# Robert Breiter
Robert Breiter   (Lausana, 28 de març de 1909 - Lausana, 19 de novembre de 1985) va ser un jugador d'hoquei sobre gel suís que va competir durant les dècades de 1920 i 1930.
El 1928 va prendre part en els Jocs Olímpics de Sankt Moritz, on guanyà la medalla de bronze en la competició d'hoquei sobre gel.
Amb l'EHC St. Moritz, amb qui jugà entre 1926 i 1933, guanyà la lliga suïssa de 1928.